# Vicky (Musikerin)
Vicky (bürgerlich Victoria Claudia Zechner, geboren in Paderborn in Deutschland) ist eine österreichische Rapperin aus Wien.

## Leben
Zechner wurde in Paderborn geboren. Sie wuchs in Wien auf und lebte dort bis zu ihrem 19. Lebensjahr. Mit zehn Jahren war sie für sechs Monate im Chor. Sie schloss eine Ausbildung zur Köchin ab und arbeitete anschließend in diesem Beruf. Zeitweise arbeitete sie im Einzelhandel, um mehr mit Menschen in Kontakt zu sein. Da ihr dort der gastronomische Aspekt fehlte, arbeitete sie schließlich als Kellnerin. Aktuell wohnt sie in Berlin.

## Musikalische Karriere
Im Jahr 2024 veröffentlichte Vicky ihre Debütsingle „T-Shirt hoch, Titten raus“. Die Idee zu diesem Song entwickelte sich gemeinsam mit ihrem besten Freund und ebenfalls Rapper rowli. Zechner ließ sich nach eigenen Angaben von dem Song „Unisexklo“ der deutschen Rapperin Ikkimel für ihren ersten eigenen Track inspirieren. Vicky lud eine kurze Hörprobe des Songs auf der Kurzvideoplattform TikTok hoch, wo sie innerhalb weniger Tage viral ging und ihr zu großer Reichweite verhalf.
Nach diesem Erfolg unterschrieb Vicky einen Plattenvertrag beim Berliner Label sick & tired.
Im Jahr 2025 veröffentlichte Vicky ihre Debüt-EP mit dem Titel „Wann Album?“. Begleitend zur EP erschienen mehrere Singles, teilweise als Singleauskopplungen. Im Sommer 2025 trat Vicky zudem bei mehreren namhaften Festivals auf, darunter dem Deichbrand Festival, Frauenfeld Festival und Southside Festival.

## Diskografie

### EPs
- 2025: Wann Album?

### Singles
- 2024: T-Shirt hoch, Titten raus
- 2025: aufwachen, blaumachen
- 2025: FKK
- 2025: Liebe machen
- 2025: FSK (ficken saufen kotzen)
- 2025: Geh dumm
- 2025: Achterbahn fahren
- 2025: Freibadpommes